# Aiolopus morulimarginis
Aiolopus morulimarginis is een rechtvleugelig insect uit de familie veldsprinkhanen (Acrididae). De wetenschappelijke naam van deze soort is voor het eerst geldig gepubliceerd in 2008 door Zheng & Sun.